# Luca Toni
Luca Toni (ur. 26 maja 1977 w Pavullo nel Frignano) – włoski piłkarz, który występował na pozycji napastnika. W latach 2004–2009 reprezentant Włoch. Złoty medalista Mistrzostw Świata 2006, uczestnik Mistrzostw Europy 2008.

## Kariera klubowa

### Wczesne lata
Swoją karierę rozpoczynał w Modena FC. W 1996 przeszedł do Empoli FC. Nie grał tam jednak długo, zdążył wystąpić tylko w trzech spotkaniach. Postanowił przejść do U.S. Fiorenzuola 1922. Występował tam jeden sezon, strzelając tylko dwa gole w 26 meczach. Działacze klubu postanowili rozstać się z nim sprzedając go do Lodigiani. Następnym klubem w jego karierze był
Treviso FC występujący w Serie B. Tam także występował tylko sezon, gdy otrzymał propozycję z Serie A. Przeszedł do Vicenza Calcio. Następnie otrzymał ofertę od występującego w Serie B US Palermo. Głównie dzięki niemu klub awansował do najwyższej klasy rozgrywkowej. Grając w wielu spotkaniach strzelił 50 bramek. Po dwóch sezonach występów opuścił Sycylię i przeszedł do Fiorentiny. Stał się szybko ulubieńcem kibiców; w 67 spotkaniach strzelił aż 47 bramek.

### Bayern Monachium
Podczas letniego okienka transferowego w 2007 roku został sprzedany do Bayernu Monachium. W debiutanckim sezonie został królem strzelców Bundesligi oraz razem z Pawiełem Pogriebniakiem królem strzelców Pucharu UEFA, zdobywając 10 goli. W sezonie 2009/2010 trener Bayernu – Louis van Gaal przesunął Toniego do drużyny rezerw.
16 czerwca 2010 roku gazeta Bild podała informację, jakoby kontrakt Włocha z Bayernem Monachium został rozwiązany. Ta informacja została potwierdzona tego samego dnia na oficjalnej stronie Bayernu – fcbayern.t-com.de

### AS Roma
W styczniu 2010 roku został wypożyczony na pół roku do AS Romy. 17 stycznia strzelił dwie bramki w meczu na własnym boisku z Genoą, w którym Roma pokonała przyjezdnych 3:0.

### Genoa
Po rozwiązaniu kontraktu z Bayernem Luca w czerwcu 2010 podpisał kontrakt z Genoa CFC, gwarantujący mu zarobki rzędu €4 milionów rocznie. Zawodnik został zaprezentowany na konferencji prasowej 1 czerwca 2010 z koszulką z numerem 9.

### Juventus
7 stycznia 2011 roku po wielu spekulacjach Toni przeszedł przez wolny transfer do Juventusu pospisując kontrakt do 30 lipca 2012. Toni podczas swojego pobytu w Bianconeri zdobył 100 gola w Serie A wspaniałą główką z 16 metrów w meczu przeciwko Cagliari Calcio. Swoją pierwszą bramkę na Juventus Stadium strzelił przeciwko Notts County 8 września 2011.

### Al-Nasr
30 stycznia 2012 Włoch podpisał kontrakt z klubem ze Zjednoczonych Emiratów Arabskich – Al-Nasr.

### Fiorentina
31 sierpnia 2012, w ostatnim dniu letniego okienka transferowego, po spekulacjach jakoby miał dołączyć do Sieny, zawodnik podpisał kontrakt z Fiorentiną. Swój pierwszy zarówno występ, jak i gol po powrocie do La Violi zaliczył w meczu przeciwko Catanii 16 września 2012.

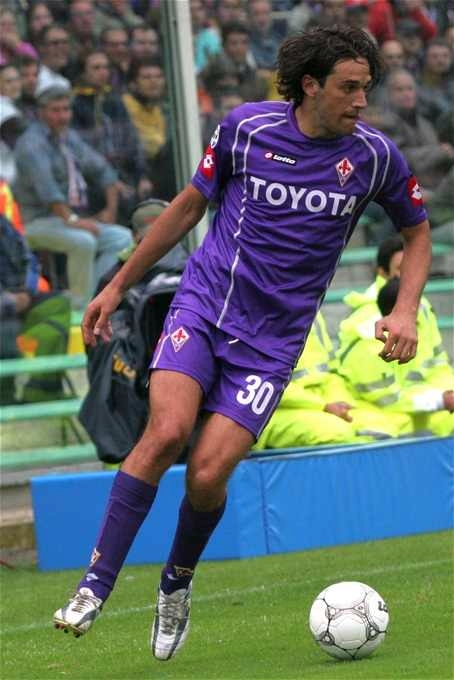
Luca Toni w barwach Fiorentiny.

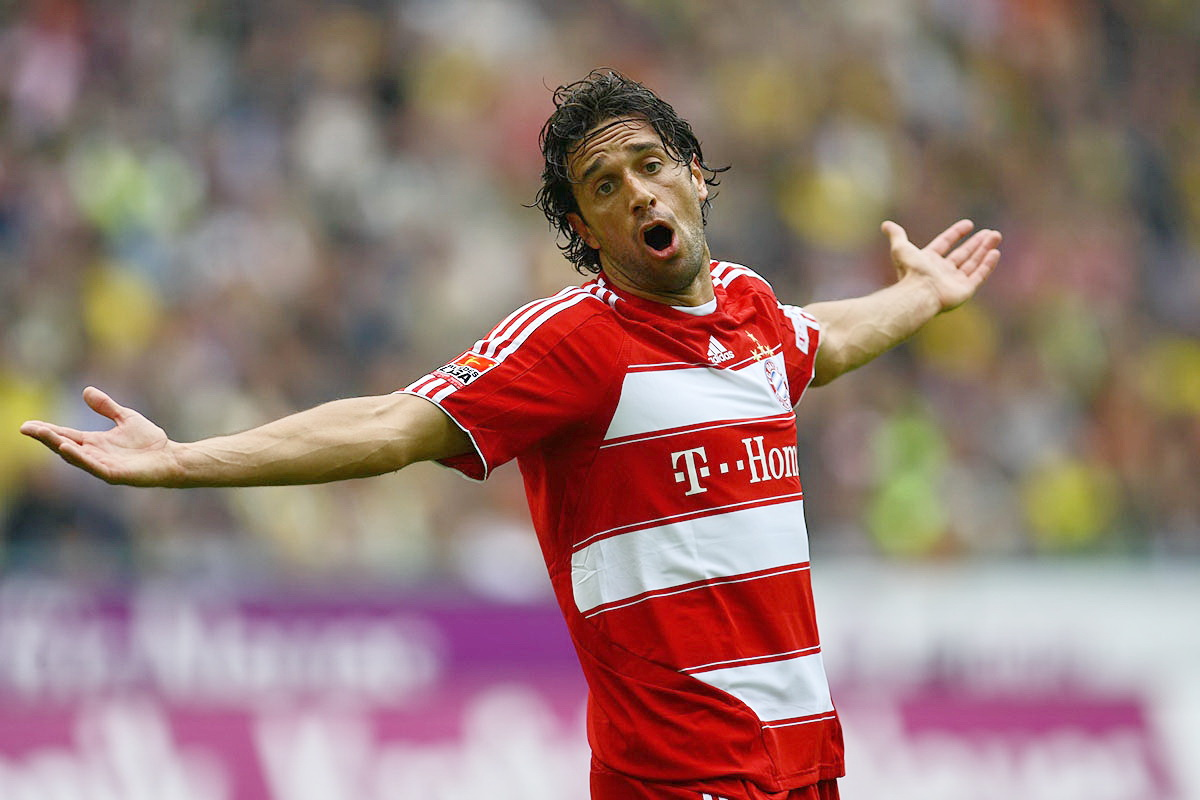
Luca Toni jako zawodnik Bayernu Monachium.

| Sezon     | Klub                | Liga                          | Mecze | Bramki |
| --------- | ------------------- | ----------------------------- | ----- | ------ |
| 1994/1995 | Modena FC           | Serie C1                      | 7     | 2      |
| 1995/1996 | Modena FC           | Serie C1                      | 25    | 5      |
| 1996/1997 | Empoli FC           | Serie B                       | 3     | 1      |
| 1997/1998 | US Fiorenzuola 1922 | Serie C1                      | 26    | 2      |
| 1998/1999 | Lodigiani           | Serie C1                      | 31    | 15     |
| 1999/2000 | Treviso FC          | Serie B                       | 35    | 15     |
| 2000/2001 | Vicenza Calcio      | Serie A                       | 31    | 9      |
| 2001/2002 | Brescia Calcio      | Serie A                       | 28    | 13     |
| 2002/2003 | Brescia Calcio      | Serie A                       | 16    | 2      |
| 2003/2004 | US Palermo          | Serie B                       | 45    | 30     |
| 2004/2005 | US Palermo          | Serie A                       | 35    | 20     |
| 2005/2006 | ACF Fiorentina      | Serie A                       | 38    | 31     |
| 2006/2007 | ACF Fiorentina      | Serie A                       | 29    | 16     |
| 2007/2008 | Bayern Monachium    | Bundesliga                    | 31    | 24     |
| 2008/2009 | Bayern Monachium    | Bundesliga                    | 25    | 14     |
| 2009/2010 | Bayern Monachium    | Bundesliga                    | 4     | 0      |
| 2009/2010 | AS Roma             | Serie A                       | 15    | 5      |
| 2010/2011 | Genoa CFC           | Serie A                       | 16    | 3      |
| 2010/2011 | Juventus F.C.       | Serie A                       | 14    | 2      |
| 2011/2012 | Al-Nasr Dubaj       | UAE Football League           | 7     | 3      |
| 2012/2013 | ACF Fiorentina      | Serie A                       | 27    | 8      |
| 2013/2014 | Hellas Werona       | Serie A                       | 34    | 20     |
| 2014/2015 | Hellas Werona       | Serie A                       | 38    | 22     |
| 2015/2016 | Hellas Werona       | Serie A                       | 23    | 6      |
|           |                     | Łącznie w Serie A             | 344   | 157    |
|           |                     | Łącznie w Serie B             | 83    | 46     |
|           |                     | Łącznie w Serie C1            | 89    | 24     |
|           |                     | Łącznie w Bundeslidze         | 60    | 38     |
|           |                     | Łącznie w UAE Football League | 7     | 3      |

## Kariera reprezentacyjna
Dobra forma Toniego prezentowana w Palermo zaowocowała powołaniem do reprezentacji Włoch. Zadebiutował w niej 18 sierpnia 2004 w przegranym 0:2 towarzyskim meczu z Islandią. 7 września 2005 Toni strzelił hat-tricka w zwycięskim 4:1 meczu przeciwko Białorusi. Rok później piłkarz zdobył z drużyną narodową mistrzostwo świata. Kolejnymi turniejami w karierze reprezentacyjnej Toniego było Euro 2008 i Puchar Konfederacji 2009. Mimo dobrej gry w AS Romie, Luca Toni nie został powołany na Mundial 2010 w RPA.

## Sukcesy

### US Palermo
- Mistrzostwo Serie B: 2003/2004

### Bayern Monachium
- Mistrzostwo Niemiec: 2007/2008
- Puchar Niemiec: 2007/2008
- Puchar ligi niemieckiej: 2007

### Reprezentacja
- Mistrzostwo Świata: 2006

### Indywidualne
- Król strzelców Serie B: 2003/2004 (30 goli)
- Król strzelców Serie A: 2005/2006 (31 goli), 2014/2015 (22 gole)
- Król strzelców Pucharu UEFA: 2007/2008 (10 goli)

### Wyróżnienia
- Złoty Guerin: 2006
- Europejski Złoty But: 2005/2006
- Drużyna gwiazd Mistrzostw Świata: 2006
- Drużyna sezonu Bundesligi według kicker: 2007/2008
- Drużyna sezonu Serie A: 2014/2015